# 紫鳞薹草
紫鳞薹草（学名：Carex purpureo-squamata）是莎草科薹草属的植物。分布在中国大陆的云南等地，生长于海拔3,200米的地区，多生长在河谷路边草丛中，目前尚未由人工引种栽培。